# Trail Menorca Camí de Cavalls

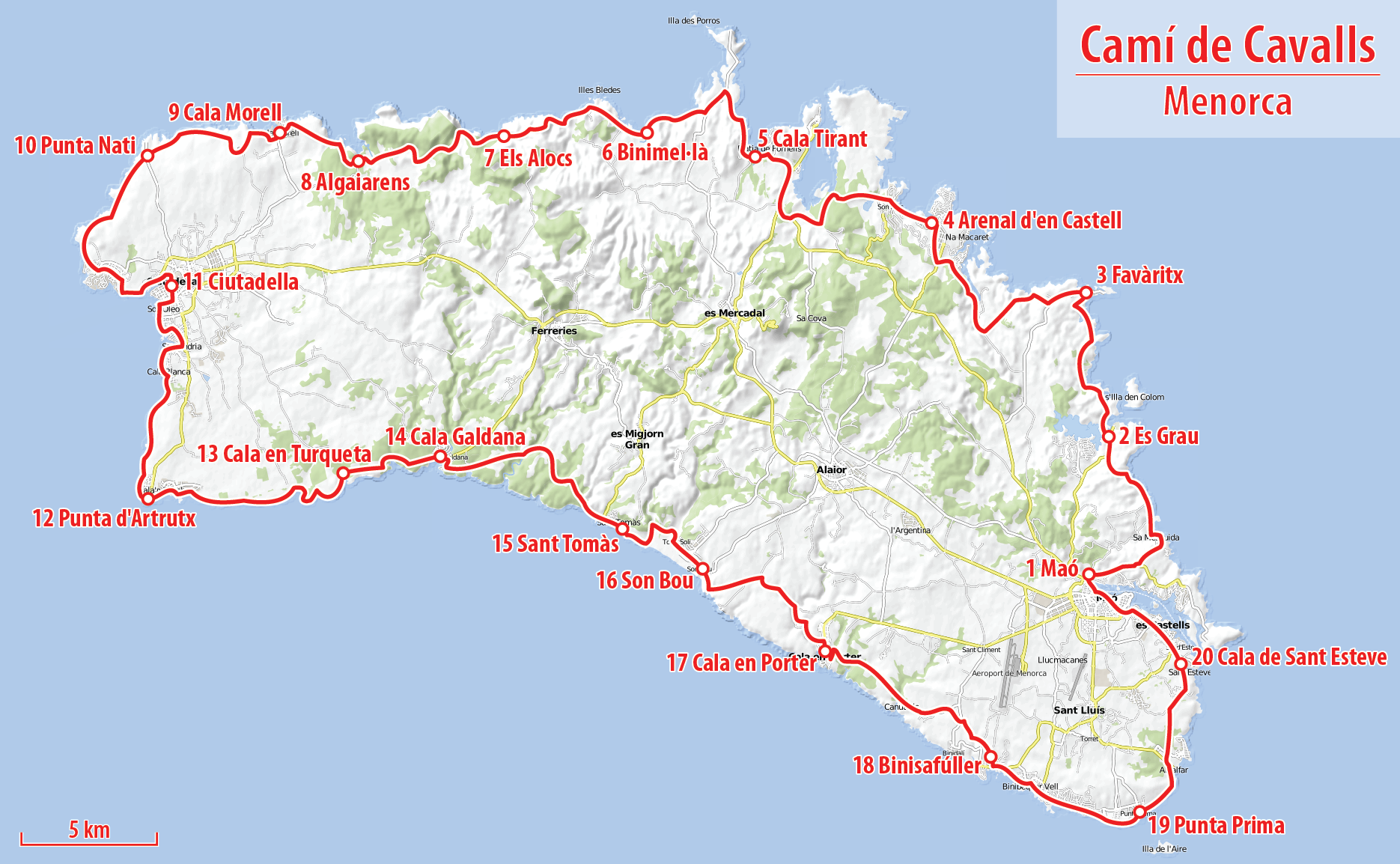
Recorregut (en blau) de la prova principal del Trail 'Camí de Cavalls'

El Trail Menorca Camí de Cavalls és una ultramarató disputada a l'illa de Menorca. El recorregut de la prova principal recorre tot el perímetre de l'illa seguint el Camí de Cavalls, tot cobrint una distància total de 185,3 quilòmetres, i amb un desnivell positiu de 2.863 m. El recorregut de la Trail Menorca Camí de Cavalls segueix tot el GR-223, històric sender que ha estat recuperat després d'una lluita popular contra la privatització de diversos trams del camí.
Les principals dificultats de la cursa són els canvis de terreny (terra, asfalt, pedra, arena), la humitat ambiental i les constants baixades i pujades, juntament amb la llarguíssima distància.
A més a més de la prova reina, també se celebren quatre distàncies més curtes, en les quals, contràriament a la ultramarató, el quilometratge varia lleugerament a cada edició. Són les següents:
- Trail Costa Nord - entre 90 i 100 km
- Trail Costa Sud - entre 85 i 91 km
- Trekking Costa Nord
- Trekking Costa Sud

## Participació
El nombre de participants ha anat augmentant any rere any: va ser de 270 inscrits el 2012 (18-20 de maig), 287 l'any 2013 (17-19 de maig), 646 el 2014 (16-18 de maig) i 913 l'any 2015.
 

## Guanyadors masculins
| Any  | Trail Cami de Cavalls 185.3 km   | Trail Costa Nord                    | Trail Costa Sud                    | Trekking Costa Nord                      | Trekking Costa Sud                     |
| ---- | -------------------------------- | ----------------------------------- | ---------------------------------- | ---------------------------------------- | -------------------------------------- |
| 2012 | Mia Carol Bruguera (23h 39m 12s) | Salvador Millán Marco (11h 44m 16s) | Marc Roig Tio (8h 57m 00s)         | Juan Antonio Moreno Fuentes (5h 32m 48s) | Arturo Neriz Bellido (4h 24m 54s)      |
| 2013 | Dani Coll Sintes (25h 00m 23s)   | Miquel Pons Pons(10h 31m 18s)       | Xavier Garcia Carabi (08h 12m 13s) | no disputada                             | Josep Jansa Dubon(05h 18m 38s)         |
| 2014 | Zigor Iturrieta (21h 10m 04s)    | Xavier Garcia Carabi (10h 12m 01s)  | Joan Noguera Bisbal (08h 03m 31s)  | Paco Arnau Rubio (02h 34m 22s)           | Juan Jose Mateos Delgado (05h 17m 36s) |
| 2015 | Javier Castillo (20h 43m 41s)    | Casey Morgan (8h 57m 18s)           | Pau Garriga (08h 04m 53s)          | Biel Martinez (02h 29m 19s)              | Miquel Pons (04h 54m 21s)              |

## Guanyadores femenines
| Any  | Trail Cami de Cavalls 185.3 km   | Trail Costa Nord                             | Trail Costa Sud                    | Trekking Costa Nord                  | Trekking Costa Sud                   |
| ---- | -------------------------------- | -------------------------------------------- | ---------------------------------- | ------------------------------------ | ------------------------------------ |
| 2012 | Djanina Freytag (33h 11m 43s)    | Olga Gasset Mondet(12h 46m 53s)              | Ana Llaquet Pibernat(11h 38m 26s)  | Maria Esther Cano Martin(9h 30m 28s) | Esther Blasco (5h 21m 26s)           |
| 2013 | Laia Diez Fontanet (27h 16m 33s) | Carolina Rosalia Perez Lorenzo (13h 39m 03s) | Sylvie Blanco Poveda (13h 20m 38s) | no disputada                         | Neus Puente Ciuraneta (7h 23m 43s)   |
| 2014 | Vanesa Ruiz (29h 24m 49s)        | Marta Comas (11h 35m 11s)                    | Eggerling Brigitte (09h 53m 28s)   | Maria Fiol (3h 18m 30s)              | Daniela Carolina Moreno (6h 42m 37s) |
| 2015 | Aydee Soto                       |                                              |                                    |                                      |                                      |

## Rècord
El rècord del Trail Menorca Camí de Cavalls el té l'atleta de Gavà Javier Castillo amb 20 h 43 m 41 s des de l'edició de 2015, reduint en més de 26 minuts l'anterior marca, que va obtenir el basc Zigor Iturrieta l'any 2014.